# 久保義八郎
久保 義八郎（くぼ ぎはちろう、1889年〈明治22年〉12月6日 - 1949年〈昭和24年〉12月9日）は、徳島県出身の政治家、実業家、剣道家、柳生神影流第十世、久武館道場第二代館長、大日本忠孝館道場初代館長、東京帝国大学法学部卒。

## 人物・略歴
1889年 (明治22年) 12月6日、名西郡国実村（現在の徳島県名西郡石井町浦庄字国実）の柳生神影流第9世久保源次郎利雄の長男として生まれた。小学校卒業後、村役場書記・小学校代用教員を務め、明治36年16歳で、第二琴平丸事務見習として乗船、日露戦争が勃発するや同船は軍の輸送船となり御用船として従軍、最年少であった。明治42年上京して、麻布獣医学校（現在の麻布大学獣医学部）に入学し、苦学して同45年3月首位で卒業した。さらに独力第七高等学校造士館（現在の鹿児島大学）・東京帝国大学法学部（現在の東京大学法学部）を卒業し、法学士・経済学士・獣医学士を得、善通寺第11師団野砲兵第11聯隊に入営、獣医少尉となった。剣道は父の訓化を受け柳生神影流十代目を継ぎ、また長谷川英信流居合術、空手道を極めた。性質明朗活発で、大胆沈着、常に天下の大勢を論じた。大正13年36歳で衆議院議員に立候補し、強豪生田和平に降り、昭和21年4月再度立候補したが、また二代目生田宏一に惜敗した。さきに国旗忠孝会を組織して会長となり、大日本忠孝館道場を開いて館長となり、青年を鼓舞鞭撻し、また忠孝奨学会の理事長となり学生に奨学金を出し、優秀な学生を養生した。明敏な頭脳を有し、明治鉱業・北海道留萌鉄道株式会社の支配人となり、多年の功績を残して退職し、その後、東京徳島県人会初代副理事長や麻布獣医学校教授、東京阿淡育武会評議員など各名誉職を歴任したが、昭和24年12月9日に62歳で病没した。妻との間には二男、六女の子宝に恵まれ、六女は女優の久保菜穂子である。

## 大日本忠孝館道場
徳島にある久武館道場の東京道場。現在の渋谷区上原にあった。剣道（柳生神影流）、居合道（長谷川英信流居合術）、空手道（和道流空手道）を営む総合武道場。館長の久保義八郎をはじめ通常の竹刀剣道の教授として明教中学（現在の東海大学付属浦安高等学校・中等部）の大坪光夫、居合道教授として山内豊健（英信流居合術十八代目　子爵　教士）、空手道教授として大塚博紀（和道流空手道流祖）をはじめ他多数が在籍していた。当時東京在住で通っていた元朝日放送アナウンサーである上田博章の話では、当時は戦時中で大勢の弟子を抱える有名道場だったと振り返っている。故郷の徳島には徳島県護国神社に来国俊作三尺三寸の名刀を昭和14年9月吉日に久武館道場と奉献し当時の徳島新聞に大きく掲載された。また昭和18年2月18日には鳴門市にある阿波神社に名刀を奉献した。居合道教授である山内豊健や空手道教授の大塚博紀は久保義八郎より大日本忠孝館道場で柳生神影流を学び免許を伝授されている。特に現在空手四大流派までなった和道流空手道は柳生神影流の「流す」動きを取り入れて完成されており、終戦前の東京大空襲で消失した大日本忠孝館道場であるがその教えは形を変えて現在まで続いている。

## 著書
- 忠孝の大道（昭和９年農民社発行）
- 大義武士道訓：五十六箇条武道初心集（昭和19年鶴書房発行）

## 報道
- 令和元年11月28日放送　JRT四国放送ﾌｫｰｶｽ徳島【剣術｢柳生神影流｣を受け継ぐ】
- 令和２年1月30日徳島新聞夕刊トップ　令和の世に古武道あり　徳島の剣術「柳生神影流」道場　～安土桃山以来の伝統継承～
- 令和２年2月14日発行　月刊秘伝３月号　特集第１章コラム　和道流へ影響を与えた剣の「体捌き」
- 令和２年2月17日発行　徳島新聞朝刊　人(ピープル)　NPO法人 徳島県古武道協会 理事長 戸村博史
- 令和２年3月14日発行　月刊秘伝４月号　徳島武術史跡紀行(123ページ)　剣術「柳生神影流」
- 令和２年9月27日放送　ケーブル４K　徳島ミステリー番組「スピリチュアワ」謎に包まれた剣術「柳生神影流」